# Dekanat ostrowiecki
Dekanat ostrowiecki – jeden z pięciu dekanatów wchodzących w skład eparchii lidzkiej Egzarchatu Białoruskiego Patriarchatu Moskiewskiego.

## Parafie w dekanacie
- Parafia św. Proroka Eliasza w Olchówce
  - Cerkiew św. Proroka Eliasza w Olchówce
- Parafia Świętych Apostołów Piotra i Pawła w Ostrowcu
  - Cerkiew Świętych Apostołów Piotra i Pawła w Ostrowcu
- Parafia św. Serafina z Sarowa w Ostrowcu[2]
  - Cerkiew św. Serafina z Sarowa w Ostrowcu[2]